# Mesg
mesg es un comando de Unix que establece o informa el permiso que otros usuarios tienen para escribir en su terminal usando los comandos talk y write . 

## Uso
Se invoca como: 
```
mesg
 
[
y
|
n
]

```

 Las opciones 'y' y 'n' respectivamente permiten o no el acceso de escritura a su terminal. Cuando se invoca sin opción, se imprime el permiso actual. 

La redirección de entrada puede usarse para controlar el permiso de otro TTY. Por ejemplo: 
```
% 
mesg

is y 

% 
tty

/dev/tty1

% 
mesg
 
<
 
/dev/tty2

is y

% 
mesg
 
n
 
<
 
/dev/tty2

% 
mesg
 
<
 
/dev/tty2

is n

% 
mesg

is y

```